# Le Tech
Le Tech (Catalaans: El Tec) is een gemeente in het Franse departement Pyrénées-Orientales (regio Occitanie) en telt 86 inwoners (2009). De plaats maakt deel uit van het arrondissement Céret.

## Geografie
De oppervlakte van Le Tech bedraagt 24,8 km², de bevolkingsdichtheid is dus 3,5 inwoners per km². De gemeente ligt in Vallespir.

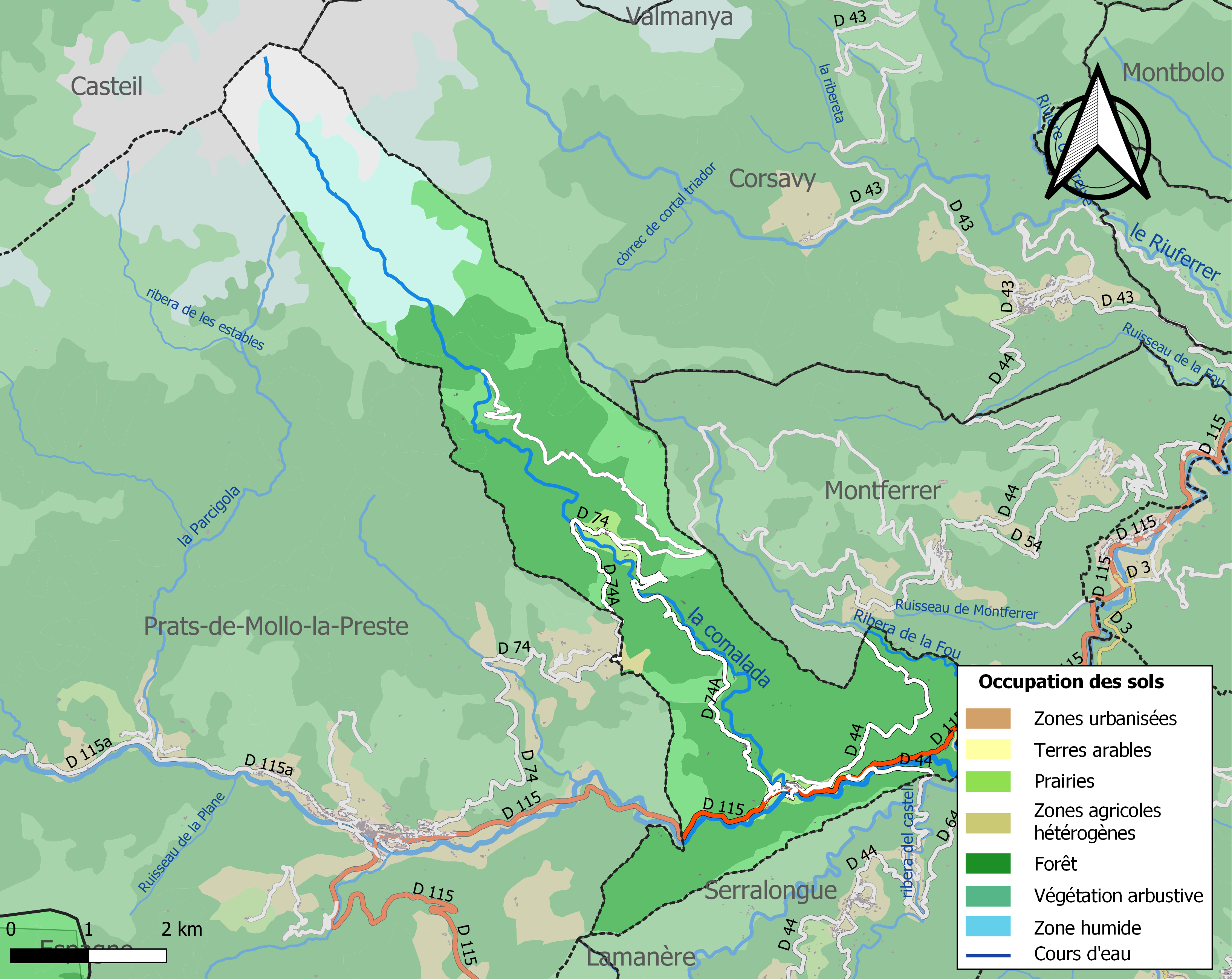
Kaart van de gemeente met de belangrijkste infrastructuur, bodemgebruik en omliggende gemeenten

## Demografie
Onderstaande figuur toont het verloop van het inwonertal (bron: INSEE-tellingen).

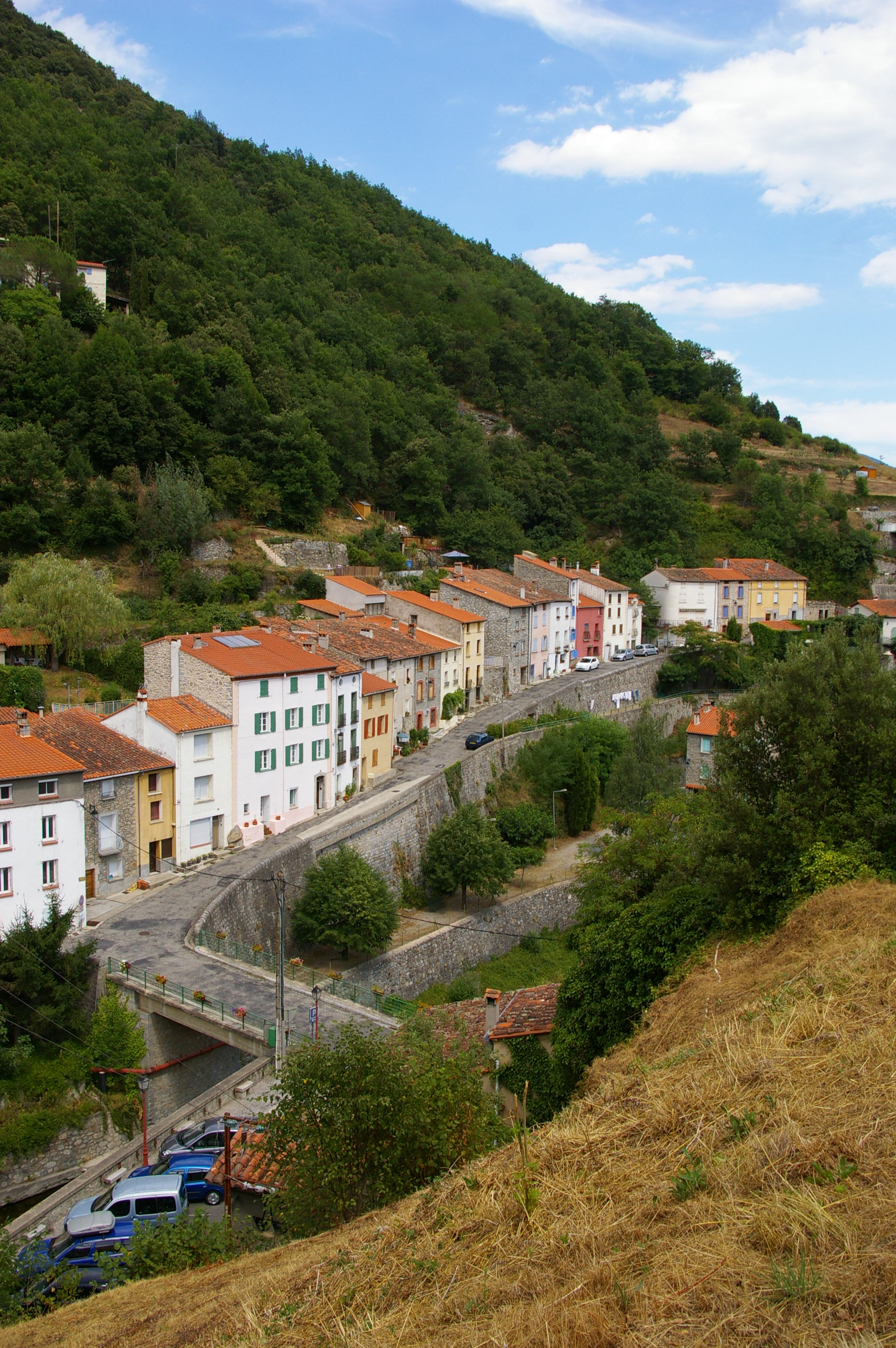
Gezicht op Le Tech